# Power of Three
Power of Three is het tweede album van de band Fatso Jetson. Het werd het laatste album op het label SST.

## Track listing
| nr. | titel                     | duur |
| --- | ------------------------- | ---- |
| 1   | Builders And Collectors   | 4:26 |
| 2   | Ugly Man, Ugly Name       | 4:12 |
| 3   | Mummified                 | 3:32 |
| 4   | Orgy Porgy                | 4:10 |
| 5   | El Taurino                | 4:26 |
| 6   | Phil The Hole             | 6:11 |
| 7   | Phantom Of The Opry       | 3:54 |
| 8   | Handgun                   | 4:35 |
| 9   | Sandy And The Clockfarmer | 3:28 |
| 10  | Bored Stiff               | 3:36 |
| 11  | Itchy Brother             | 3:58 |
| 12  | Drones Pills              | 2:07 |

## Bandleden
- Mario Lalli - Zang en gitaar
- Larry Lalli - Basgitaar
- Tony Tornay - Drums
- Vince Meghrouni - Harmonica en fluit

Opgenomen en gemixt door: Fatso Jetson en Mike Thuney